# 動物用医薬品
動物用医薬品（どうぶつよういやくひん）とは、愛玩動物や食用の家畜等の動物に対し、病気の診断、治療や予防を目的として使用される医薬品のこと。動物用医薬品は専ら動物にのみ用いられ、人に用いられる「医薬品」とは区別する。

## 定義
医薬品、医療機器等の品質、有効性及び安全性の確保等に関する法律（以下、医薬品医療機器等法）の規定に基づき農林水産大臣が定めた動物用医薬品等取締規則第1条に「専ら動物のために使用されることが目的とされている医薬品をいう」と定義されている。
動物用医薬品の中でも、小動物（愛玩動物）に使用されるものは「小動物用医薬品」、産業動物（家畜、養殖水産動物）に使用されるものは「産業動物用医薬品」と呼ばれる。また、水産動物に使用するものを「水産用医薬品」と呼ぶこともある。
なお、「動物用医薬品等」という表記は、医療機器や医薬部外品も含むものである。

## 法規制、管轄
医薬品医療機器等法に基づき動物用医薬品に関する事務を所管しているのは農林水産省である。なお、人用医薬品に関する事務を所管しているのは厚生労働省である。
そのうち、動物医薬品検査所は、動物用医薬品の承認審査や検査、指導など通して動物用医薬品の有効性、安全性を確かめる業務を行っている。

## 対象となる動物
動物用医薬品は以下のような動物に対して使用される。
- 産業動物（家畜）・・・牛、馬、めん羊、山羊、豚、ニワトリ、うずら、みつばち、蚕、養殖水産動物（ブリ、ヒラメなど）
- 愛玩動物・・・犬、猫、ウサギ、小鳥、観賞魚（金魚など）

## 動物用医薬品の分類
さまざまな分類法があるが、一例として、「使用する際に獣医師の指示が必要かどうか」に基づく分類を取り上げる。この場合、動物用医薬品は要指示医薬品とその他の医薬品の大きく二つに分けられる。

### 要指示医薬品
要指示医薬品は、使用する際に特に注意すべきものとして農林水産大臣により指定されており、抗生物質、合成抗菌剤、ホルモン剤、ワクチンなどが含まれる。
これらの医薬品は、不適切に使用した場合の副作用が強かったり、薬剤耐性菌を発生させる恐れがあったり、畜産物に残留して人に健康被害をもたらす可能性があることから、使用する場合は獣医師の診察を受け、処方ないし指示を受けなければならない。

### その他の医薬品（一般用医薬品）
要指示医薬品ではないものが該当する。例えば、整腸剤やビタミン剤などがある。

## 動物用医薬品の入手
小動物用医薬品の場合、作用が穏やかで比較的安全性の高い一般用医薬品（ビタミン剤など）であれば、ホームセンターやドラッグストアなどの店舗、インターネット通販などで容易に入手できる。
要指示医薬品の場合、獣医師の処方や指示書が必要となる。人用医薬品であれば、処方箋を調剤薬局に持っていき調剤してもらうことが多いが、一般に調剤薬局には動物用医薬品の在庫はない。そのため、小動物用医薬品の場合、診察を受けた動物病院の院内で調剤してもらうのが通例となっている

## その他
動物用医薬品には薬事承認が必要である。また、抗生物質、合成抗菌剤、内寄生虫駆除剤の三つには、同じく薬事法で使用対象動物、用法・容量、使用禁止期間などが規定されている。また、食品衛生法に基づく告示｢食品、添加物等の規格基準｣（厚生省告示第370号）の中で、食品への抗生物質の含有禁止、食肉・食鳥卵及び魚介類への科学的合成品たる抗菌性物質の含有禁止が規定されている。
人間の医薬品を開発し、それを元に動物用を作るという手法が主流である。